# Actuel Marx
Actuel Marx est une revue internationale d'études marxistes, fondée en 1986 par Jacques Bidet et Jacques Texier, publiée aux Presses universitaires de France à partir du troisième numéro en 1988 avec le concours de l'université Paris-X et du CNRS.
La revue électronique Actuel Marx en ligne, diffusée par Cairn.info vient compléter l’édition classique.

## Historique
Jacques Bidet et Jacques Texier sont directeurs de la revue qu'ils ont fondée durant les dix premières années de publication, de 1987 à 1997, puis Jacques Bidet assume seul cette tâche jusqu'en 2006, date à laquelle il laisse la place à Emmanuel Renault. Celui-ci restera dix ans à la tête d’Actuel Marx. Depuis 2016, Jean-Numa Ducange et Guillaume Sibertin-Blanc dirigent la revue.
Depuis 1991, Actuel Marx publie la collection « Actuel Marx Confrontation » aux PUF où paraissent des ouvrages sur des thèmes divers.
De 1995, à 2007, Actuel Marx organise tous les trois ans le Congrès Marx International à l'université Paris-X.
Les 56 premiers numéros sont numérisés et accessibles gratuitement sur la plateforme cairn.

## Liste des numéros d'Actuel Marx
1) L’état du marxisme, 1er semestre 1987
2) Le marxisme au Japon, 2d semestre 1987 
3) Sociétés occidentales – Idée du socialisme, 1er semestre 1988
4) Marxisme italien – Quelle identité ?, 2d semestre 1988
5) Libéralisme, Société civile, État de droit, 1er semestre 1989
6) La perestroïka, une révolution ?, 2d semestre 1989
7) Le marxisme analytique anglo-saxon, 1er semestre 1990
8) Liberté, Égalité, Différences, 2d semestre 1990
9) Le monde est-il un marché ?, 1er semestre 1991
10) Éthique et politique, 2d semestre 1991
11) Weber et Marx, 1er semestre 1992
12) L’écologie, ce matérialisme historique, 2d semestre 1992
13) La théorie de l’action aujourd’hui, 1er semestre 1993
14) Nouveaux modèles de socialisme, 2d semestre 1993
15) L’inconscient du social, 1er semestre 1994
16) Amérique latine. Le monde vu du Sud, 2d semestre 1994
17) Théorie de la régulation, théorie des conventions, 1er semestre 1995
18) L’impérialisme aujourd’hui, 2d semestre 1995
19) Philosophie et politique, 1er semestre 1996
20) Autour de Pierre Bourdieu, 2d semestre 1996
21) Le droit contre le droit, 1er semestre 1997
22) Où va la Chine ?, 2d semestre 1997
23) L’arbre social-démocrate, 1er semestre 1998
24) Habermas, une politique délibérative, 2d semestre 1998
25) Marx, Wittgenstein, Arendt, Habermas, 1er semestre 1999
26) Les nouveaux rapports de classe, 2d semestre 1999
27) L’hégémonie américaine, 1er semestre 2000
28) Y a-t-il une pensée unique en philosophie politique ?, 2d semestre 2000
29) Critique de la propriété, 1er semestre 2001
30) Rapports sociaux de sexe, 2d semestre 2001
31) Le capital et l’humanité, 1er semestre 2002
32) Les libéralismes au regard de l’histoire, 2d semestre 2002
33) Le nouvel ordre impérial, 1er semestre 2003
34) La violence de la marchandisation, 2d semestre 2003
35) L’espace du capitalisme. Totalitarisme et impérialisme, 1er semestre 2004
36) Marx et Foucault, 2d semestre 2004
37) Critique de la famille, 1er semestre 2005
38) Le racisme après le racisme, 2d semestre 2005
39) Nouvelles aliénations, 1er semestre 2006
40) Fin du néolibéralisme, 2d semestre 2006
41) Corps dominés / Corps en rupture, 1er semestre 2007
42) L’Amérique latine en lutte. Hier et aujourd’hui, 2d semestre 2007
43) Critiques de l’idéologie, 1er semestre 2008
44) Altermondialisme, anticapitalisme, 2d semestre 2008
45) Arts & politiques, 1er semestre 2009
46) Partis / Mouvements, 2d semestre 2009
47) Crises, révoltes, résignations, 1er semestre 2010
48) Communisme ?, 2d semestre 2010
49) Travail et domination, 1er semestre 2011
50) Pourquoi Marx ? Entre philosophie, sciences sociales et politique, 2d semestre 2011
N°spécial : Avec Marx. 25 ans d’Actuel Marx, 2d semestre 2011
51) Néolibéralisme : Rebond/Rechute, 1er semestre 2012
52) Deleuze / Guattari, 2d semestre 2012
53) Histoire globale, 1er semestre 2013
54) Populisme / Contre-populisme, 2d semestre 2013
55) Frantz Fanon, 1er semestre 2014
56) Les Amériques indiennes face au néolibéralisme, 2d semestre 2014
57) Gramsci, 1er semestre 2015
58) Histoire et luttes de classes, 2d semestre 2015
59) Psychanalyse, l’autre matérialisme, 1er semestre 2016
60) Une classe dominante mondiale ? 2d semestre 2016
61) Marxismes écologiques, 1er semestre 2017
62) Lénine, 2d semestre 2017
63) L’exploitation aujourd’hui, 1er semestre 2018
64) Religions, 2d semestre 2018
65) La planification aujourd’hui, 1er semestre 2019
66) L’anarchisme, cet autre socialisme, 2d semestre 2019
67) Althusser, 1er semestre 2020
68) Nation(s), 2d semestre 2020
69) Lukács, 1er semestre 2021
70) Reproduction sociale, 2d semestre 2021

## Liste des ouvrages «Actuel Marx Confrontation»
BIDET, Jacques, et TEXIER, Jacques (dir.), Fin du communisme ? Actualité du marxisme ?, février 1991
BIDET, Jacques, et TEXIER, Jacques (dir.), L’Idée du socialisme a-t-elle un avenir ?, avril 1992
BIDET, Jacques, et TEXIER, Jacques (dir.), Le Nouveau Système du monde, janvier 1994
BIDET, Jacques (dir.), Les Paradigmes de la démocratie, mai 1994
BIDET, Jacques, et TEXIER, Jacques (dir.) La Crise du travail, février 1995
BIDET, Jacques, John Rawls et la théorie de la justice, mai 1995
ALTHUSSER, Louis, Sur la Reproduction, octobre 1995, réédition septembre 2011
Actes du Congrès Marx International I :
- Cent ans de marxisme. Bilan critique et prospectives, mars 1996
- Actualiser l’économie de Marx, mai 1996
- L’Ordre capitaliste, mai 1996
- Utopie, théologie de la libération, philosophie de l’émancipation, mai 1996

DUMÉNIL, Gérard, et LÉVY, Dominique, La Dynamique du capital : un siècle d’économie américaine, décembre 1996
RAYMOND, Pierre (dir.), Althusser philosophe, octobre 1997
MOTAMED-NEJAD, Ramine (dir.), URSS et Russie. Rupture historique et continuité économique, octobre 1997
DELBRACCIO, Mireille, et LABICA, Georges (dir.), Friedrich Engels, savant et révolutionnaire, février 1997
DUMÉNIL, Gérard, et LÉVY, Dominique, Au-delà du capitalisme ?, mars 1998
LENEVEU, Claude, et VAKALOULIS, Michel (dir.), Faire mouvement, décembre 1995, mai 1998
ALTHUSSER, Louis, La Solitude de Machiavel, octobre 1998
MOULIER-BOUTANG, Yann, De l’esclavage au salariat. Économie historique du salarié bridé, novembre 1998
TEXIER, Jacques, Révolution et démocratie chez Marx et Engels, octobre 1998
LOSURDO, Domenico, Heidegger et l’idéologie de la guerre, décembre 1998
ACHCAR, Gilbert (dir.), Le Marxisme d’Ernest Mandel, février 1999
BIDET, Jacques, Théorie générale : théorie du droit, de l’économie et de la politique, septembre 1999
JOHSUA, Isaac, La Crise de 1929 et l’émergence américaine, septembre 1999
ACHCAR, Gilbert, La Nouvelle Guerre froide. Le monde après le Kosovo, novembre 1999
DREWSKI, Bruno (dir.), Octobre 1917. Causes, impact, prolongements, novembre 1999
BIDET, Jacques, Que faire du Capital ? Philosophie, économie et politique dans Le Capital de Marx, février 2000
Actes du Congrès Marx International II, coordonnés par Jacques Bidet
- VAKALOULIS, Michel (dir.), Travail salarié et conflit social, août 1999
- LACHAUD, Jean-Marc (dir.), Art, culture, politique, décembre 1999
- DUMÉNIL, Gérard, et LÉVY, DOMINIQUE (dir.), Le Triangle infernal : crise, mondialisation, financiarisation, décembre 1999
- KOUVÉLAKIS, Eustache, Marx 2000, février 2000
- CHEMILLIER-GENDREAU, Monique, et MOULIER-BOUTANG, Yann (dir.), Le Droit dans la mondialisation, juin 2001

BOIS, Guy, La Grande dépression médiévale : XIVe – XVe siècles. Le précédent d’une crise systémique, mai 2000
LARUELLE, François, Introduction au non-marxisme, septembre 2000
DUMÉNIL, Gérard, et LÉVY, Dominique, Crise et sortie de crise. Ordre et désordres néolibéraux, novembre 2000
VAKALOULIS, Michel, Le Capitalisme post-moderne. Éléments pour une critique sociologique, février 2001
BIDET, Jacques, et KOUVÉLAKIS, Eustache (dir.), Dictionnaire Marx contemporain, septembre 2001
BALIBAR, Étienne, et RAULET, Gérard (dir.), Marx démocrate. Le manuscrit de 1843, septembre 2001
LACASCADE, Jean-Louis, Les Métamorphoses du jeune Marx, 1841-1848, mars 2002
AMIN, Samir, Au-delà du capitalisme sénile : pour un XXIe siècle non américain, septembre 2002
LOJKINE, Jean (dir.), Les Sociologies critiques du capitalisme, octobre 2002
DERRIDA, Jacques, Marx & Sons, co-édité par les PUF et les éditions Galilée, novembre 2002
HARRIBEY, Jean-Marie, et LÖWY, Michael (dir.), Capital contre nature, février 2003
KOUVÉLAKIS, Eustache, Philosophie et révolution de Kant à Marx, mars 2003
JOHSUA, Isaac, Le Grand Tournant, une interrogation sur l’avenir du capital, avril 2003
COURS-SALIES, Pierre, et VAKALOULIS, Michel (dir.), Les Mobilisations collectives, un débat sociologique, octobre 2003
ANDREU, Maurice, L’Internationale Communiste contre le Capital, 1919-1924, novembre 2003
LECERCLE, Jean-Jacques, Une philosophie marxiste du langage, septembre 2004
BIDET, Jacques, Explication et reconstruction du Capital de Marx, octobre 2004
TOUBOUL, Hervé, Marx/Engels et la question de l’individu, novembre 2004
FISCHBACH, Franck, Marx avec Spinoza. La production des hommes, juin 2005
BIDET, Jacques (dir.), Guerre impériale, guerre sociale, Actes du Congrès Marx International IV, septembre 2005
CHARBONNIER, Vincent, et KOUVÉLAKIS, Eustache, Sartre, Lukács, Althusser : des marxistes en philosophie, novembre 2005
COURS-SALIES, Pierre, LOJKINE, Jean, et VAKALOULIS, Michel, Nouvelles luttes de classe, août 2006
DUMÉNIL, Gérard, et LÉVY, Dominique (dir), La Finance capitaliste, septembre 2006
VAKALOULIS, Michel, Le Syndicalisme d’expérimentation, novembre 2007 
HABER, Stéphane, L’Aliénation, Vie sociale et expérience de la dépossession dans la théorie sociale, novembre 2007
RENAULT, Emmanuel (dir.), Lire les Manuscrits de 1844, novembre 2008
MAZAURIC, Claude, L’Histoire de la Révolution française et la pensée marxiste, mai 2009
DORLIN, Elsa (dir.), Sexe, race, classe : Pour une épistémologie de la domination, novembre 2009
BALIBAR, Étienne, La Proposition de l’égaliberté, avril 2010
BIDET-MORDREL, Annie (coordonné par), Les Rapports sociaux de sexe, , septembre 2010
MOATI, Raoul (dir.), Autour de Slavoj Žižek, Psychanalyse, Marxisme, Idéalisme allemand, septembre 2010
BIDET, Jacques, L’État-monde. Libéralisme, socialisme et communisme à l’échelle globale, novembre 2011
DORLIN, Elsa, et RODRIGUEZ, Eva (dir.), Penser avec Donna Haraway, juin 2012
CAPDEVILA, Nestor, Tocqueville ou Marx. Démocratie, capitalisme, révolution, septembre 2012
SIBERTIN-BLANC, Guillaume, Politique et État chez Deleuze et Guattari. Essai sur le matérialisme historico-machinique, janvier 2013
RENAULT, Emmanuel, Marx et la philosophie, septembre 2014
DUCANGE, Jean-Numa, et KEUCHEYAN, Razmig (dir.), La Fin de l’État démocratique. Nicos Poulantzas, un marxisme pour le XXIe siècle, septembre 2016
CUKIER, Alexis, Le Travail démocratique, janvier 2018

## Voir également